# (3197) Weissman
(3197) Weissman es un asteroide perteneciente al cinturón de asteroides, descubierto el 1 de enero de 1981 por Edward Bowell desde la Estación Anderson Mesa (condado de Coconino, cerca de Flagstaff, Arizona, Estados Unidos).

## Designación y nombre
Designado provisionalmente como 1981 AD. Fue nombrado Weissman en honor al astrónomo y físico estadounidense Paul Robert Weissman.